# سیانکوویچ
سیانکوویچ (به لاتین: Ciechanowiec) یک شهر و گمینا در لهستان است که در گمینا چیخانوویتس واقع شده‌است. سیانکوویچ ۲۶٫۰۱ کیلومتر مربع مساحت و ۴٬۸۹۸ نفر جمعیت دارد.

## خواهرخوانده
شهر روزباخ ور در هوهه خواهرخواندهٔ سیانکوویچ هست.